# Strzyżyno
Strzyżyno (kaszb. Strzëżëno, niem. Stresow) – wieś w Polsce położona w województwie pomorskim, w powiecie słupskim, w gminie Damnica nad rzeką Łupawą przy linii kolejowej Gdańsk - Stargard Szczeciński, z przystankiem Strzyżyno Słupskie.
W latach 1975–1998 miejscowość administracyjnie należała do województwa słupskiego.

## Nazwa
Nazwa, wzmiankowana po raz pierwszy w 1287 w formie Stresof, ma pochodzenie słowiańskie i charakter topograficzny. Pierwotna forma *Strižov- powstała przez dodanie do pomorskiego rdzenia *strig- „nurt rzeczny” (por. Strzyża) formantu *-ov-, później wymienionego na gruncie gwarowym na -ino. Friedrich Lorentz odnotował formę nazwy miejscowości w lokalnych gwarach słowińskich: Střȧ̃žänɵ wraz z nazwami mieszkańców – zarówno z pominiętym formantem -in-: Střȧ̃žȯu̯n, Střȧ̃žȯu̯nkă „strzyżynianin, strzyżynianka”, jak i w postaci pełnej: Střȧ̃žäńȯu̯n, Střȧ̃žäńȯu̯nkă „ts.”. Niemiecka nazwa Stresow jest adaptacją fonetyczną pierwotnej nazwy słowiańskiej, podczas gdy polska forma Strzyżyno w miejsce oczekiwanej *Strzyżewo oddaje słowińską wymianę formantu.
Rada Języka Kaszubskiego proponuje kaszubską formę nazwy Strzëżëno.